# Trollhammaren
Trollhammaren är en femspårig EP från 2004 med det finländska folk metal-bandet Finntroll.

## Låtlista
1. "Trollhammaren" – 3:28
2. "Hemkomst" – 3:46
3. "Skog" – 3:24
4. "Försvinn du som lyser" – 2:17
5. "Hel vete" – 4:15

Total speltid: 17:10
Text
- Wilska (Tapio Wilska): spår 1, 2, 5
- Routa (Mikael Karlbom): spår 3
- Katla (Jan Jämsen): spår 4

Musik
- Trollhorn (Henri Sorvali)/Tundra (Sami Uusitalo): spår 1
- Trollhorn: spår 2
- Routa: spår 3
- Somnium (Teemu Raimoranta): spår 4
- Tundra: spår 5

## Medverkande
Finntroll
- Beast Dominator (Samu Ruotsalainen) – trummor
- Skrymer (Samuli Ponsimaa) – gitarr
- Trollhorn (Henri Sorvali) – keyboard
- Tapio Wilska – sång
- Tundra (Sami Uusitalo) – basgitarr

Produktion
- Tundra – producent
- Trollhorn – producent
- Tuomo Valtonen – ljudtekniker
- Mika Jussila – mastering